# Diprotodontia
Diprotodontia è l'ordine dei marsupiali più ricco di specie e include canguri, ratti canguro, potori, possum e koala.

## Descrizione
I diprotodonti sono caratterizzati dalla combinazione di due particolarità: la presenza di una sola coppia di larghi incisivi sulla mandibola (che dà il nome al taxon) e la sindattilia, cioè la fusione del secondo con il terzo dito fino alla base degli artigli (che sono separati).
L'ordine include i marsupiali di maggiori dimensioni. Il marsupio è in genere ben sviluppato.

## Distribuzione e abitudini
I diprotodonti sono e sono sempre stati ristretti all'Australasia.
Quasi tutte le specie sono erbivore, ma ve ne sono anche di insettivore e onnivore.
Molte specie sono adattate alla vita al suolo, ma vi sono anche specie arboricole.

## Tassonomia
Cladogramma di Diprotodontia da Upham et al. 2019 e Álvarez-Carretero et al. 2022
| Phascolarctimorphia | Phascolarctidae |
|                     | Phascolarctidae |
| Vombatomorphia      | Vombatidae      |
|                     | Vombatidae      |

|  | Burramyidae   |
|  |               |
|  | Phalangeridae |
|  |               |

|  | Tarsipedidae                                                   |
|  |                                                                |
|  | \| \| Petauridae \| \| \| \| \| \| Pseudocheiridae \| \| \| \| |
|  |                                                                |
|  | Petauridae                                                     |
|  |                                                                |
|  | Pseudocheiridae                                                |
|  |                                                                |

|  | Petauridae      |
|  |                 |
|  | Pseudocheiridae |
|  |                 |

|  | Tarsipedidae                                                   |
|  |                                                                |
|  | \| \| Petauridae \| \| \| \| \| \| Pseudocheiridae \| \| \| \| |
|  |                                                                |
|  | Petauridae                                                     |
|  |                                                                |
|  | Pseudocheiridae                                                |
|  |                                                                |

|  | Petauridae      |
|  |                 |
|  | Pseudocheiridae |
|  |                 |

|  | Hypsiprymnodontidae                                        |
|  |                                                            |
|  | \| \| Potoridae \| \| \| \| \| \| Macropodidae \| \| \| \| |
|  |                                                            |
|  | Potoridae                                                  |
|  |                                                            |
|  | Macropodidae                                               |
|  |                                                            |

|  | Potoridae    |
|  |              |
|  | Macropodidae |
|  |              |

|  | Tarsipedidae                                                   |
|  |                                                                |
|  | \| \| Petauridae \| \| \| \| \| \| Pseudocheiridae \| \| \| \| |
|  |                                                                |
|  | Petauridae                                                     |
|  |                                                                |
|  | Pseudocheiridae                                                |
|  |                                                                |

|  | Petauridae      |
|  |                 |
|  | Pseudocheiridae |
|  |                 |

|  | Tarsipedidae                                                   |
|  |                                                                |
|  | \| \| Petauridae \| \| \| \| \| \| Pseudocheiridae \| \| \| \| |
|  |                                                                |
|  | Petauridae                                                     |
|  |                                                                |
|  | Pseudocheiridae                                                |
|  |                                                                |

|  | Petauridae      |
|  |                 |
|  | Pseudocheiridae |
|  |                 |

|  | Hypsiprymnodontidae                                        |
|  |                                                            |
|  | \| \| Potoridae \| \| \| \| \| \| Macropodidae \| \| \| \| |
|  |                                                            |
|  | Potoridae                                                  |
|  |                                                            |
|  | Macropodidae                                               |
|  |                                                            |

|  | Potoridae    |
|  |              |
|  | Macropodidae |
|  |              |

|  | Burramyidae   |
|  |               |
|  | Phalangeridae |
|  |               |

|  | Tarsipedidae                                                   |
|  |                                                                |
|  | \| \| Petauridae \| \| \| \| \| \| Pseudocheiridae \| \| \| \| |
|  |                                                                |
|  | Petauridae                                                     |
|  |                                                                |
|  | Pseudocheiridae                                                |
|  |                                                                |

|  | Petauridae      |
|  |                 |
|  | Pseudocheiridae |
|  |                 |

|  | Tarsipedidae                                                   |
|  |                                                                |
|  | \| \| Petauridae \| \| \| \| \| \| Pseudocheiridae \| \| \| \| |
|  |                                                                |
|  | Petauridae                                                     |
|  |                                                                |
|  | Pseudocheiridae                                                |
|  |                                                                |

|  | Petauridae      |
|  |                 |
|  | Pseudocheiridae |
|  |                 |

|  | Hypsiprymnodontidae                                        |
|  |                                                            |
|  | \| \| Potoridae \| \| \| \| \| \| Macropodidae \| \| \| \| |
|  |                                                            |
|  | Potoridae                                                  |
|  |                                                            |
|  | Macropodidae                                               |
|  |                                                            |

|  | Potoridae    |
|  |              |
|  | Macropodidae |
|  |              |

|  | Tarsipedidae                                                   |
|  |                                                                |
|  | \| \| Petauridae \| \| \| \| \| \| Pseudocheiridae \| \| \| \| |
|  |                                                                |
|  | Petauridae                                                     |
|  |                                                                |
|  | Pseudocheiridae                                                |
|  |                                                                |

|  | Petauridae      |
|  |                 |
|  | Pseudocheiridae |
|  |                 |

|  | Tarsipedidae                                                   |
|  |                                                                |
|  | \| \| Petauridae \| \| \| \| \| \| Pseudocheiridae \| \| \| \| |
|  |                                                                |
|  | Petauridae                                                     |
|  |                                                                |
|  | Pseudocheiridae                                                |
|  |                                                                |

|  | Petauridae      |
|  |                 |
|  | Pseudocheiridae |
|  |                 |

|  | Hypsiprymnodontidae                                        |
|  |                                                            |
|  | \| \| Potoridae \| \| \| \| \| \| Macropodidae \| \| \| \| |
|  |                                                            |
|  | Potoridae                                                  |
|  |                                                            |
|  | Macropodidae                                               |
|  |                                                            |

|  | Potoridae    |
|  |              |
|  | Macropodidae |
|  |              |

| Phascolarctimorphia | Phascolarctidae |
|                     | Phascolarctidae |
| Vombatomorphia      | Vombatidae      |
|                     | Vombatidae      |

|  | Burramyidae   |
|  |               |
|  | Phalangeridae |
|  |               |

|  | Tarsipedidae                                                   |
|  |                                                                |
|  | \| \| Petauridae \| \| \| \| \| \| Pseudocheiridae \| \| \| \| |
|  |                                                                |
|  | Petauridae                                                     |
|  |                                                                |
|  | Pseudocheiridae                                                |
|  |                                                                |

|  | Petauridae      |
|  |                 |
|  | Pseudocheiridae |
|  |                 |

|  | Tarsipedidae                                                   |
|  |                                                                |
|  | \| \| Petauridae \| \| \| \| \| \| Pseudocheiridae \| \| \| \| |
|  |                                                                |
|  | Petauridae                                                     |
|  |                                                                |
|  | Pseudocheiridae                                                |
|  |                                                                |

|  | Petauridae      |
|  |                 |
|  | Pseudocheiridae |
|  |                 |

|  | Hypsiprymnodontidae                                        |
|  |                                                            |
|  | \| \| Potoridae \| \| \| \| \| \| Macropodidae \| \| \| \| |
|  |                                                            |
|  | Potoridae                                                  |
|  |                                                            |
|  | Macropodidae                                               |
|  |                                                            |

|  | Potoridae    |
|  |              |
|  | Macropodidae |
|  |              |

|  | Tarsipedidae                                                   |
|  |                                                                |
|  | \| \| Petauridae \| \| \| \| \| \| Pseudocheiridae \| \| \| \| |
|  |                                                                |
|  | Petauridae                                                     |
|  |                                                                |
|  | Pseudocheiridae                                                |
|  |                                                                |

|  | Petauridae      |
|  |                 |
|  | Pseudocheiridae |
|  |                 |

|  | Tarsipedidae                                                   |
|  |                                                                |
|  | \| \| Petauridae \| \| \| \| \| \| Pseudocheiridae \| \| \| \| |
|  |                                                                |
|  | Petauridae                                                     |
|  |                                                                |
|  | Pseudocheiridae                                                |
|  |                                                                |

|  | Petauridae      |
|  |                 |
|  | Pseudocheiridae |
|  |                 |

|  | Hypsiprymnodontidae                                        |
|  |                                                            |
|  | \| \| Potoridae \| \| \| \| \| \| Macropodidae \| \| \| \| |
|  |                                                            |
|  | Potoridae                                                  |
|  |                                                            |
|  | Macropodidae                                               |
|  |                                                            |

|  | Potoridae    |
|  |              |
|  | Macropodidae |
|  |              |

|  | Burramyidae   |
|  |               |
|  | Phalangeridae |
|  |               |

|  | Tarsipedidae                                                   |
|  |                                                                |
|  | \| \| Petauridae \| \| \| \| \| \| Pseudocheiridae \| \| \| \| |
|  |                                                                |
|  | Petauridae                                                     |
|  |                                                                |
|  | Pseudocheiridae                                                |
|  |                                                                |

|  | Petauridae      |
|  |                 |
|  | Pseudocheiridae |
|  |                 |

|  | Tarsipedidae                                                   |
|  |                                                                |
|  | \| \| Petauridae \| \| \| \| \| \| Pseudocheiridae \| \| \| \| |
|  |                                                                |
|  | Petauridae                                                     |
|  |                                                                |
|  | Pseudocheiridae                                                |
|  |                                                                |

|  | Petauridae      |
|  |                 |
|  | Pseudocheiridae |
|  |                 |

|  | Hypsiprymnodontidae                                        |
|  |                                                            |
|  | \| \| Potoridae \| \| \| \| \| \| Macropodidae \| \| \| \| |
|  |                                                            |
|  | Potoridae                                                  |
|  |                                                            |
|  | Macropodidae                                               |
|  |                                                            |

|  | Potoridae    |
|  |              |
|  | Macropodidae |
|  |              |

|  | Tarsipedidae                                                   |
|  |                                                                |
|  | \| \| Petauridae \| \| \| \| \| \| Pseudocheiridae \| \| \| \| |
|  |                                                                |
|  | Petauridae                                                     |
|  |                                                                |
|  | Pseudocheiridae                                                |
|  |                                                                |

|  | Petauridae      |
|  |                 |
|  | Pseudocheiridae |
|  |                 |

|  | Tarsipedidae                                                   |
|  |                                                                |
|  | \| \| Petauridae \| \| \| \| \| \| Pseudocheiridae \| \| \| \| |
|  |                                                                |
|  | Petauridae                                                     |
|  |                                                                |
|  | Pseudocheiridae                                                |
|  |                                                                |

|  | Petauridae      |
|  |                 |
|  | Pseudocheiridae |
|  |                 |

|  | Hypsiprymnodontidae                                        |
|  |                                                            |
|  | \| \| Potoridae \| \| \| \| \| \| Macropodidae \| \| \| \| |
|  |                                                            |
|  | Potoridae                                                  |
|  |                                                            |
|  | Macropodidae                                               |
|  |                                                            |

|  | Potoridae    |
|  |              |
|  | Macropodidae |
|  |              |

Le 138 specie viventi sono raggruppate in 3 sottordini e 11 famiglie. Diamo qui un elenco che comprende tutte le famiglie con specie viventi e alcune di quelle estinte:
Ordine Diprotodontia - Diprotodonti
- - Famiglia Palorchestidae †
  - Famiglia Thylacoleonidae †
- Sottordine Vombatiformes – Vombatiformi
  - Famiglia Phascolarctidae – Fascolartidi (1 specie vivente: il koala)
  - Famiglia Vombatidae – Vombatidi (3 specie viventi)
  - Famiglia Diprotodontidae † - Diprotodontidi
- Sottordine Phalangeriformes - Falangeriformi
  - Famiglia Phalangeridae - Falangeridi (28 specie viventi)
  - Famiglia Burramyidae - Burramiidi (5 specie viventi)
  - Famiglia Tarsipedidae - Tarsipedidi (1 specie vivente)
  - Famiglia Petauridae - Petauridi (11 specie viventi)
  - Famiglia Pseudocheiridae - Pseudocheiridi (17 specie viventi)
  - Famiglia Acrobatidae - Acrobatidi (2 specie viventi)
- Sottordine Macropodiformes - Macropodiformi
  - Famiglia Macropodidae - Macropodidi (61 specie viventi)
  - Famiglia Potoroidae - Potoroidi (8 specie viventi)
  - Famiglia Hypsiprymnodontidae - Ipsiprimnodontidi (1 specie vivente)

### Specie
- SOTTORDINE Vombatiformes
  - Famiglia Phascolarctidae
    - Genere Phascolarctos de Blainville, 1816
      - Phascolarctos cinereus Goldfuss, 1817 - koala.

  - Famiglia Vombatidae
    - Genere Lasiorhinus Gray, 1863
      - Lasiorhinus krefftii Owen, 1873 - vombato dal naso peloso settentrionale;
      - Lasiorhinus latifrons Owen, 1845 - vombato dal naso peloso meridionale.

    - Genere Vombatus É. Geoffroy, 1803
      - Vombatus ursinus Shaw, 1800 - vombato comune.
- SOTTORDINE Phalangeriformes
  - Superfamiglia Phalangeroidea
    - Famiglia Burramyidae
      - Genere Burramys Broom, 1896
        - Burramys parvus Broom, 1896 - possum pigmeo di montagna.

      - Genere Cercartetus Gloger, 1841
        - Cercartetus caudatus Milne-Edwards, 1877 - possum pigmeo dalla coda lunga;
        - Cercartetus concinnus Gould, 1845 - possum pigmeo occidentale;
        - Cercartetus lepidus Thomas, 1888 - possum pigmeo minore;
        - Cercartetus nanus Desmarest, 1818 - possum pigmeo orientale.

    - Famiglia Phalangeridae
      - Sottofamiglia Ailuropinae
        - Genere Ailurops Wagler, 1830
          - Ailurops melanotis Thomas, 1898 - cusco maggiore delle isole Talaud;
          - Ailurops ursinus Temminck, 1824 - cusco maggiore di Sulawesi.

      - Sottofamiglia Phalangerinae
        - Tribù Phalangerini
          - Genere Phalanger Storr, 1780
            - Phalanger alexandrae Flannery e Boeadi, 1995 - cusco di Gebe;
            - Phalanger carmelitae Thomas, 1898 - cusco di montagna;
            - Phalanger gymnotis Peters e Doria, 1875 - cusco terricolo delle isole Aru;
            - Phalanger intercastellanus Thomas, 1895 - cusco comune orientale;
            - Phalanger lullulae Thomas, 1896 - cusco dell'isola Woodlark;
            - Phalanger matabiru Flannery e Boeadi, 1995 - cusco dagli occhi azzurri;
            - Phalanger matanim Flannery, 1987 - cusco di Telefomin;
            - Phalanger mimicus Thomas, 1922 - cusco comune meridionale;
            - Phalanger orientalis Pallas, 1766 - cusco comune settentrionale;
            - Phalanger ornatus Gray, 1860 - cusco delle Molucche;
            - Phalanger rothschildi Thomas, 1898 - cusco di Rothschild;
            - Phalanger sericeus Thomas, 1907 - cusco sericeo;
            - Phalanger vestitus Milne-Edwards, 1877 - cusco di Stein.

          - Genere Spilocuscus Gray, 1862
            - Spilocuscus kraemeri Schwarz, 1910 - cusco delle isole dell'Ammiragliato;
            - Spilocuscus maculatus E. Geoffroy, 1803 - cusco macchiato;
            - Spilocuscus papuensis Desmarest, 1822 - cusco macchiato dell'isola Waigeo;
            - Spilocuscus rufoniger Zimara, 1937 - cusco rosso e nero.

        - Tribù Trichosurini
          - Genere Strigocuscus Gray, 1862
            - Strigocuscus celebensis Gray, 1858 - cusco minore di Sulawesi;
            - Strigocuscus pelengensis Tate, 1945 - cusco delle isole Banggai.

          - Genere Trichosurus Lesson, 1828
            - Trichosurus arnhemensis Collett, 1897 - possum settentrionale;
            - Trichosurus caninus Ogilby, 1836 - possum canino;
            - Trichosurus cunninghami Lindemayer, Dubach e Viggers, 2002 - possum di montagna;
            - Trichosurus johnstonii Ramsay, 1888 - possum di Johnston;
            - Trichosurus vulpecula Kerr, 1792 - possum comune.

          - Genere Wyulda Alexander, 1918
            - Wyulda squamicaudata Alexander, 1918 - possum dalla coda squamata.

  - Superfamiglia Petauroidea
    - Famiglia Pseudocheiridae
      - Sottofamiglia Hemibelideinae
        - Genere Hemibelideus Collett, 1884
          - Hemibelideus lemuroides Collett, 1884 - uta lemuroide.

        - Genere Petauroides Thomas, 1888
          - Petauroides volans Kerr, 1792 - petauro gigante.

      - Sottofamiglia Pseudocheirinae
        - Genere Petropseudes Thomas, 1923
          - Petropseudes dahli Collett, 1895 - uta delle rocce.

        - Genere Pseudocheirus Ogilby, 1837
          - Pseudocheirus peregrinus Boddaert, 1785 - uta comune.

        - Genere Pseudochirulus Matschie, 1915
          - Pseudochirulus canescens Waterhouse, 1846 - uta di pianura;
          - Pseudochirulus caroli Thomas, 1921 - uta di Carol;
          - Pseudochirulus cinereus Tate, 1945 - uta cenerino;
          - Pseudochirulus forbesi Thomas, 1887 - uta di Forbes;
          - Pseudochirulus herbertensis Collett, 1884 - uta del fiume Herbert;
          - Pseudochirulus larvatus Förster e Rothschild, 1911 - uta mascherato;
          - Pseudochirulus mayeri Rothschild e Dollman, 1932 - uta pigmeo;
          - Pseudochirulus schlegeli Jentink, 1884 - uta di Schlegel.

      - Sottofamiglia Pseudochiropsinae
        - Genere Pseudochirops Matschie, 1915
          - Pseudochirops albertisii Peters, 1874 - uta d'Albertis;
          - Pseudochirops archeri Collett, 1884 - uta verde;
          - Pseudochirops corinnae Thomas, 1897 - uta orientale;
          - Pseudochirops coronatus Thomas, 1897 - uta coronato;
          - Pseudochirops cupreus Thomas, 1897 - uta rossastro.

    - Famiglia Petauridae
      - Genere Dactylopsila Gray, 1858
        - Dactylopsila megalura Rothschild e Dollman, 1932 - possum dalla coda grande;
        - Dactylopsila palpator Milne-Edwards, 1888 - possum dalle dita lunghe;
        - Dactylopsila tatei Laurie, 1952 - possum striato dell'isola Fergusson;
        - Dactylopsila trivirgata Gray, 1858 - possum striato comune.

      - Genere Gymnobelideus McCoy, 1867
        - Gymnobelideus leadbeateri McCoy, 1867 - possum di Leadbeater.

      - Genere Petaurus Shaw, 1791
        - Petaurus abidi Ziegler, 1981 - petauro di Abid;
        - Petaurus australis Shaw, 1791 - petauro dal ventre giallo;
        - Petaurus biacensis Ulmer, 1940 - petauro dell'isola Biak;
        - Petaurus breviceps Waterhouse, 1839 - petauro dello zucchero;
        - Petaurus gracilis de Vis, 1883 - petauro gracile;
        - Petaurus norfolcensis Kerr, 1792 - petauro scoiattolo.

    - Famiglia Tarsipedidae
      - Genere Tarsipes Gervais e Verreaux, 1842
        - Tarsipes rostratus Gervais e Verreaux, 1842 - possum del miele.

    - Famiglia Acrobatidae
      - Genere Acrobates Desmarest, 1818
        - Acrobates pygmaeus Shaw, 1793 - possum pigmeo acrobata.

      - Genere Distoechurus Peters, 1874
        - Distoechurus pennatus Peters, 1874 - possum pigmeo dalla coda a piuma.
- SOTTORDINE Macropodiformes
  - Famiglia Hypsiprymnodontidae
    - Genere Hypsiprymnodon Ramsay, 1876
      - Hypsiprymnodon moschatus Ramsay, 1876 - ratto canguro muschiato.

  - Famiglia Potoroidae
    - Genere Aepyprymnus Garrod, 1875
      - Aepyprymnus rufescens Gray, 1837 - ratto canguro rossastro.

    - Genere Bettongia Gray, 1837
      - Bettongia gaimardi Desmarest, 1822 - ratto canguro della Tasmania;
      - Bettongia lesueur Quoy e Gaimard, 1824 - ratto canguro di Lesueur;
      - Bettongia penicillata Gray, 1837 - ratto canguro dalla coda a spazzola;
      - Bettongia tropica Wakefield, 1967 - ratto canguro settentrionale.

    - Genere Caloprymnus Thomas, 1888 †
      - Caloprymnus campestris Gould, 1843 † - ratto canguro del deserto.

    - Genere Potorous Desmarest, 1804
      - Potorous gilbertii Gould, 1841 - ratto canguro di Gilbert;
      - Potorous longipes Seebeck e Johnston, 1980 - ratto canguro dai piedi lunghi;
      - Potorous platyops Gould, 1844 † - ratto canguro dal muso largo;
      - Potorous tridactylus Kerr, 1792 - ratto canguro dal muso lungo.

  - Famiglia Macropodidae
    - Sottofamiglia Sthenurinae
      - Genere Lagostrophus Thomas, 1887
        - Lagostrophus fasciatus Peron e Lesueur, 1807 - wallaby lepre dalle fasce.

    - Sottofamiglia Macropodinae
      - Genere Dendrolagus Müller, 1840
        - Dendrolagus bennettianus De Vis, 1886 - canguro arboricolo di Bennett;
        - Dendrolagus dorianus Ramsay, 1883 - canguro arboricolo unicolore;
        - Dendrolagus goodfellowi Thomas, 1908 - canguro arboricolo di Goodfellow;
        - Dendrolagus inustus Müller, 1840 - canguro arboricolo grigio;
        - Dendrolagus lumholtzi Collett, 1884 - canguro arboricolo di Lumholtz;
        - Dendrolagus matschiei Forster e Rothschild, 1907 - canguro arboricolo di Matschie;
        - Dendrolagus mbaiso Flannery, Boeadi e Szalay, 1995 - canguro arboricolo dingiso;
        - Dendrolagus pulcherrimus Flannery, 1993 - canguro arboricolo dal manto dorato;
        - Dendrolagus scottae Flannery e Seri, 1990 - canguro arboricolo tenkile;
        - Dendrolagus spadix Troughton e Le Souef, 1936 - canguro arboricolo di pianura;
        - Dendrolagus stellarum Flannery and Seri, 1990 - canguro arboricolo di Seri;
        - Dendrolagus ursinus Temminck, 1836 - canguro arboricolo nero.

      - Genere Dorcopsis Schlegel e Müller, 1845
        - Dorcopsis atrata Van Deusen, 1957 - wallaby delle foreste nero;
        - Dorcopsis hageni Heller, 1897 - wallaby delle foreste maggiore;
        - Dorcopsis luctuosa D'Albertis, 1874 - wallaby delle foreste grigio;
        - Dorcopsis muelleri Lesson, 1827 - wallaby delle foreste comune.

      - Genere Dorcopsulus Matschie, 1916
        - Dorcopsulus macleayi Miklouho-Maclay, 1885 - wallaby delle foreste di Macleay;
        - Dorcopsulus vanheurni Thomas, 1922 - wallaby delle foreste minore.

      - Genere Lagorchestes Gould, 1841
        - Lagorchestes asomatus Finlayson, 1943 † - wallaby lepre del lago Mackay;
        - Lagorchestes conspicillatus Gould, 1842 - wallaby lepre dagli occhiali;
        - Lagorchestes hirsutus Gould, 1844 - wallaby lepre occidentale;
        - Lagorchestes leporides Gould, 1844 † - wallaby lepre orientale.

      - Genere Macropus Shaw, 1790
        - Sottogenere Macropus
          - Macropus fuliginosus Desmarest, 1817 - canguro grigio occidentale;
          - Macropus giganteus Shaw, 1790 - canguro grigio orientale.

        - Sottogenere Notamacropus
          - Macropus agilis Gould, 1842 - wallaby agile;
          - Macropus dorsalis Gray, 1837 - wallaby dalla striscia nera;
          - Macropus eugenii Desmarest, 1817 - wallaby tammar;
          - Macropus greyi Waterhouse, 1846 † - wallaby di Grey;
          - Macropus irma Jourdan, 1837 - wallaby dalla coda a spazzola;
          - Macropus parma Waterhouse, 1846 - wallaby di Parma;
          - Macropus parryi Bennett, 1835 - wallaby di Parry;
          - Macropus rufogriseus Desmarest, 1817 - wallaby dal collo rosso.

        - Sottogenere Osphranter
          - Macropus antilopinus Gould, 1842 - canguro antilope;
          - Macropus bernardus W. Rothschild, 1904 - canguro nero;
          - Macropus robustus Gould, 1841 - canguro orientale;
          - Macropus rufus Desmarest, 1822 - canguro rosso.

      - Genere Onychogalea Gray, 1841
        - Onychogalea fraenata Gould, 1841 - wallaby dalla coda ungulata dalle briglie;
        - Onychogalea lunata Gould, 1841 † - wallaby dalla coda ungulata dalla mezzaluna;
        - Onychogalea unguifera Gould, 1841 - wallaby dalla coda ungulata settentrionale.

      - Genere Petrogale Gray, 1837
        - Petrogale assimilis Ramsay, 1877 - wallaby delle rocce dell'isola Great Palm;
        - Petrogale brachyotis Gould, 1841 - wallaby delle rocce dalle orecchie corte;
        - Petrogale burbidgei Kitchener e Sanson, 1978 - wallaby delle rocce di Burbidge;
        - Petrogale coenensis Eldredge e Close, 1992 - wallaby delle rocce di Capo York;
        - Petrogale concinna Gould, 1842 - wallaby delle rocce minore;
        - Petrogale godmani Thomas, 1923 - wallaby delle rocce di Godman;
        - Petrogale herberti Thomas, 1926 - wallaby delle rocce di Herbert;
        - Petrogale inornata Gould, 1842 - wallaby delle rocce disadorno;
        - Petrogale lateralis Gould, 1842 - wallaby delle rocce dai piedi neri;
        - Petrogale mareeba Eldredge e Close, 1992 - wallaby delle rocce di Mareeba;
        - Petrogale penicillata Gray, 1827 - wallaby delle rocce dalla coda a spazzola;
        - Petrogale persephone Maynes, 1982 - wallaby delle rocce di Proserpine;
        - Petrogale purpureicollis Le Souef, 1924 - wallaby delle rocce dal collo porpora;
        - Petrogale rothschildi Thomas, 1904 - wallaby delle rocce di Rothschild;
        - Petrogale sharmani Eldredge e Close, 1992 - wallaby delle rocce del monte Claro;
        - Petrogale xanthopus Gray, 1855 - wallaby delle rocce dalla coda ad anelli.

      - Genere Setonix Lesson, 1842
        - Setonix brachyurus Quoy e Gaimard, 1830 - quokka.

      - Genere Thylogale Gray, 1837
        - Thylogale billardierii Desmarest, 1822 - wallaby dalla pancia rossa;
        - Thylogale browni Ramsay, 1887 - wallaby di Brown;
        - Thylogale brunii Schreber, 1778 - wallaby di Brun;
        - Thylogale calabyi Flannery, 1992 - wallaby di Calaby;
        - Thylogale lanatus Thomas, 1922 - wallaby di montagna;
        - Thylogale stigmatica Gould, 1860 - wallaby dalle zampe rosse;
        - Thylogale thetis Lesson, 1828 - wallaby dal collo rosso.

      - Genere Wallabia Trouessart, 1905
        - Wallabia bicolor Desmarest, 1804 - wallaby dalla coda nera.

### Classificazione Filogenetica
Ordine Diprotodontia - Diprotodonti
- Famiglia Palorchestidae †
- Famiglia Thylacoleonidae †
- Sottordine Vombatiformes – Vombatiformi
  - Famiglia Phascolarctidae – Fascolartidi (1 specie vivente: il koala)
  - Famiglia Vombatidae – Vombatidi (3 specie viventi)
  - Famiglia Diprotodontidae † - Diprotodontidi
- Sottordine Phalangeriformes - Falangeriformi
  - Famiglia Phalangeridae - Falangeridi (28 specie viventi)
  - Famiglia Burramyidae - Burramiidi (5 specie viventi)
- Sottordine Macropodiformes - Macropodiformi
  - Famiglia Macropodidae - Macropodidi (61 specie viventi)
  - Famiglia Potoroidae - Potoroidi (8 specie viventi)
  - Famiglia Hypsiprymnodontidae - Ipsiprimnodontidi (1 specie vivente)
  - Famiglia Tarsipedidae - Tarsipedidi (1 specie vivente)
  - Famiglia Petauridae - Petauridi (11 specie viventi)
  - Famiglia Pseudocheiridae - Pseudocheiridi (17 specie viventi)
  - Famiglia Acrobatidae - Acrobatidi (2 specie viventi)